# Улица Даугавгривас
Улица Да́угавгривас (латыш. Daugavgrīvas iela) — магистральная улица в Курземском районе города Риги. Проходит по историческим районам Агенскалнс, Дзирциемс, Ильгюциемс и Спилве. Начинается от развилки Ранькя дамбис и бульвара Александра Грина, пролегает в северо-западном и северном направлении до аэропорта «Спилве», переходя далее в шоссе Даугавгривас.
Общая длина улицы Даугавгривас составляет 4405 метров. Участок южнее улицы Кришьяня Валдемара, с 1980-х годов обособленный от остальной части улицы, сохраняет историческую застройку и мощение булыжником; на остальной части улица асфальтирована и имеет от 1 до 3 полос движения в каждом направлении.
По улице проходят маршруты автобуса № 3, 13, 30 и 54.

## История
Улица Даугавгривас сформировалась в XVIII—XIX веках как путь, ведущий от переправы через Даугаву к Дюнамюндской крепости, Рижскому аванпорту и зимней гавани. После вхождения Пардаугавы в городскую черту названа Дюнамюндской улицей (впервые упоминается в городских адресных книгах в 1861 году). Наименование улицы принципиально никогда не изменялось, варьируясь лишь сообразно названию Даугавгривы на разных языках (нем. Dünamündsche Strasse, с 1915 рус. Усть-Двинская улица).
С 1860-х годов вдоль улицы, в её средней части, начала формироваться промышленная зона — пивоварни, лесопилки, мануфактуры и др. В советское время здесь работали завод «Ригасельмаш» (д. 23а, ныне д. 31, снесён), Рижский лакокрасочный завод (д. 63, основан в 1898, действует до настоящего времени), Ильгюциемский стекольный завод (д. 77, основан в 1884), Рижский домостроительный комбинат (д. 93).

## Застройка
- Дом № 1 — бывший доходный дом (1898, архитектор Генрих (Индрикис) Девендрус).
- Дом № 6 — бывшая клиника Екаба Ниманиса (1933, архитекторы А. и Э. Калныньши). После Второй мировой войны — детская туберкулёзная больница, в 1970—1991 — Прибалтийский НИИ рыбного хозяйства[3], в настоящее время — гостиница «Bridge».
- Дома № 7—11 — комплекс жилых и хозяйственных зданий XVIII-XIX веков (реставрирован), памятник архитектуры государственного значения[5]. В 1928—1954 годах в доме № 9 проживал скульптор Г. Шкилтерс, в 1971 здесь был основан его мемориальный музей (открыт в 1974)[6].
- Дом № 21 — бывшая усадьба Шварцмуйжа (1850), ныне административное здание, памятник архитектуры[7].
- Дом № 36 — многоквартирный жилой дом (1912, архитектор Э. Лаубе), памятник архитектуры.
- Дом № 74 — многоквартирный жилой дом (1907, архитектор Я. Алкснис), памятник архитектуры.
- Между улицами Буллю и Вильняс к чётной стороне улицы Даугавгривас прилегает парк Дзегужкалнс.
- Дом № 140 — бывший аэропорт «Спилве», памятник архитектуры государственного значения.

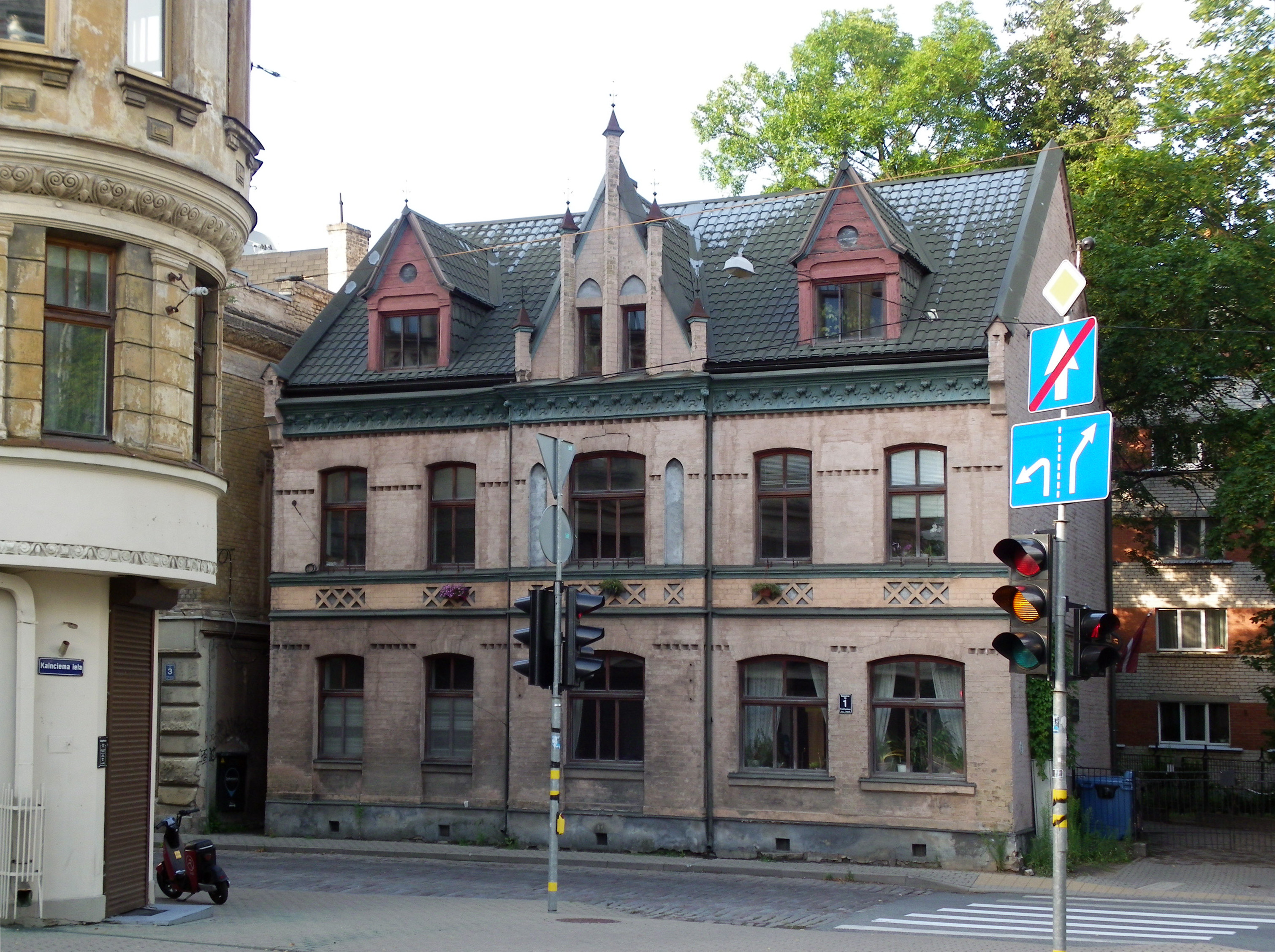
Дом № 1
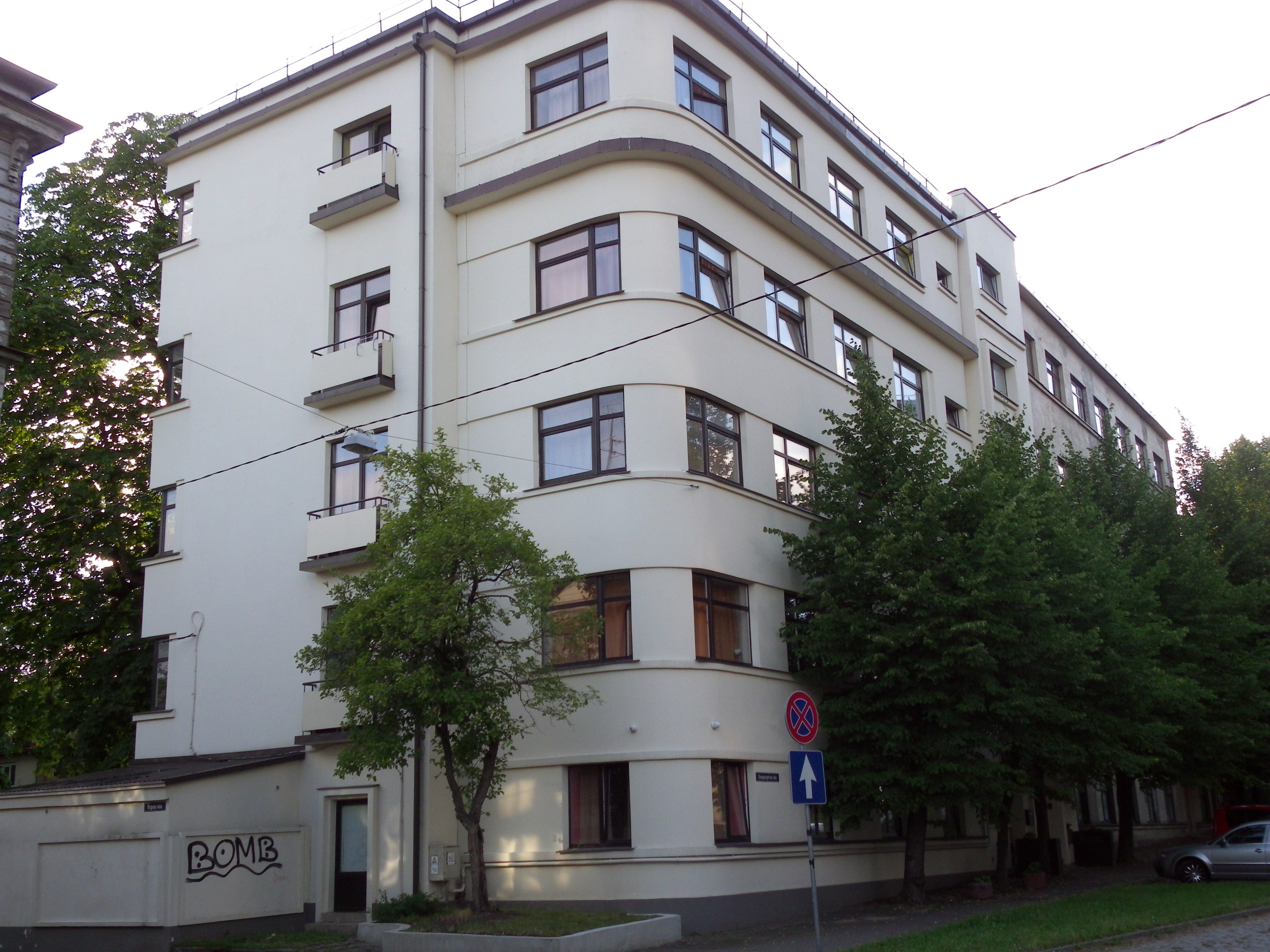
Дом № 6
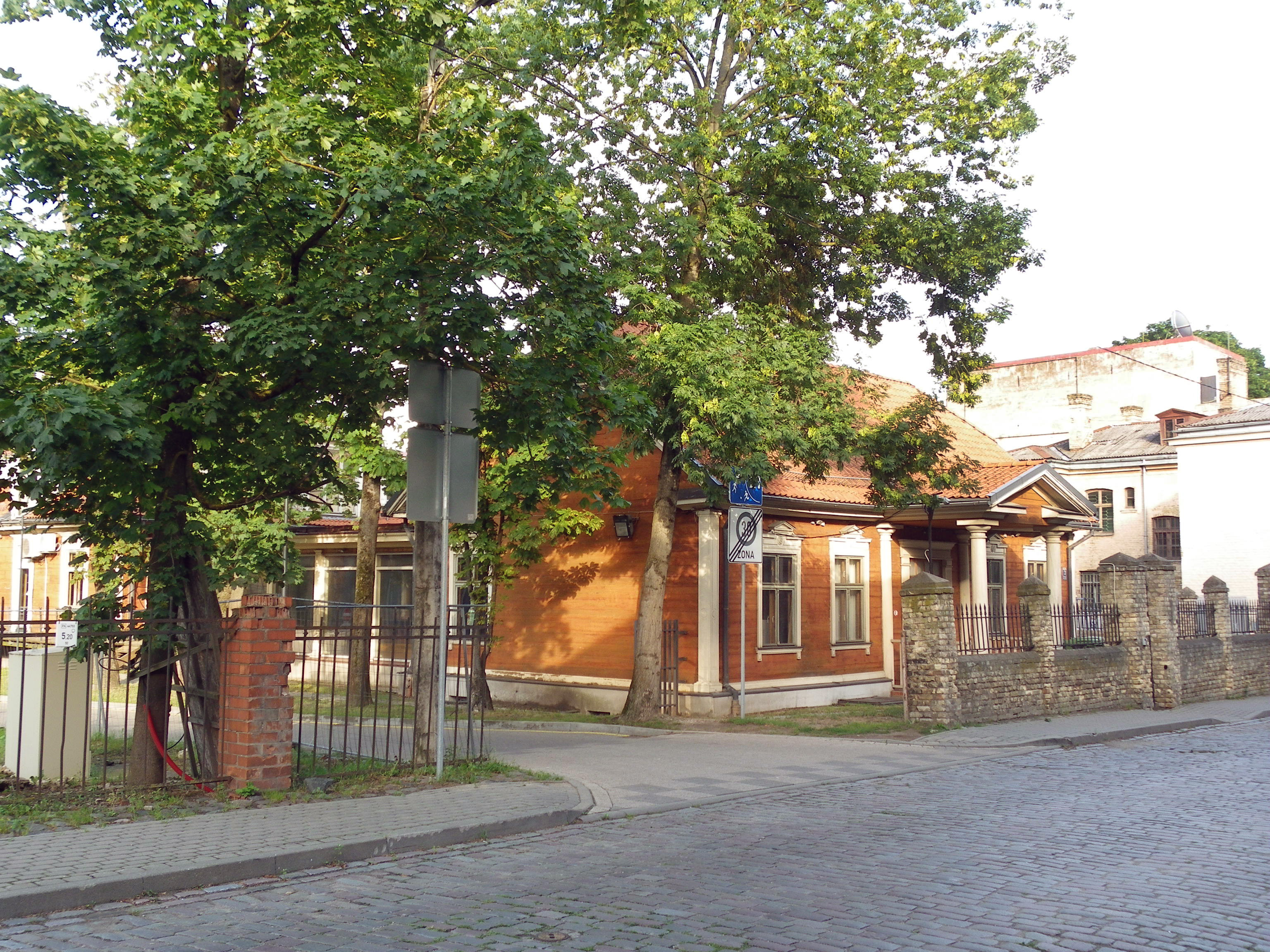
Дом № 7
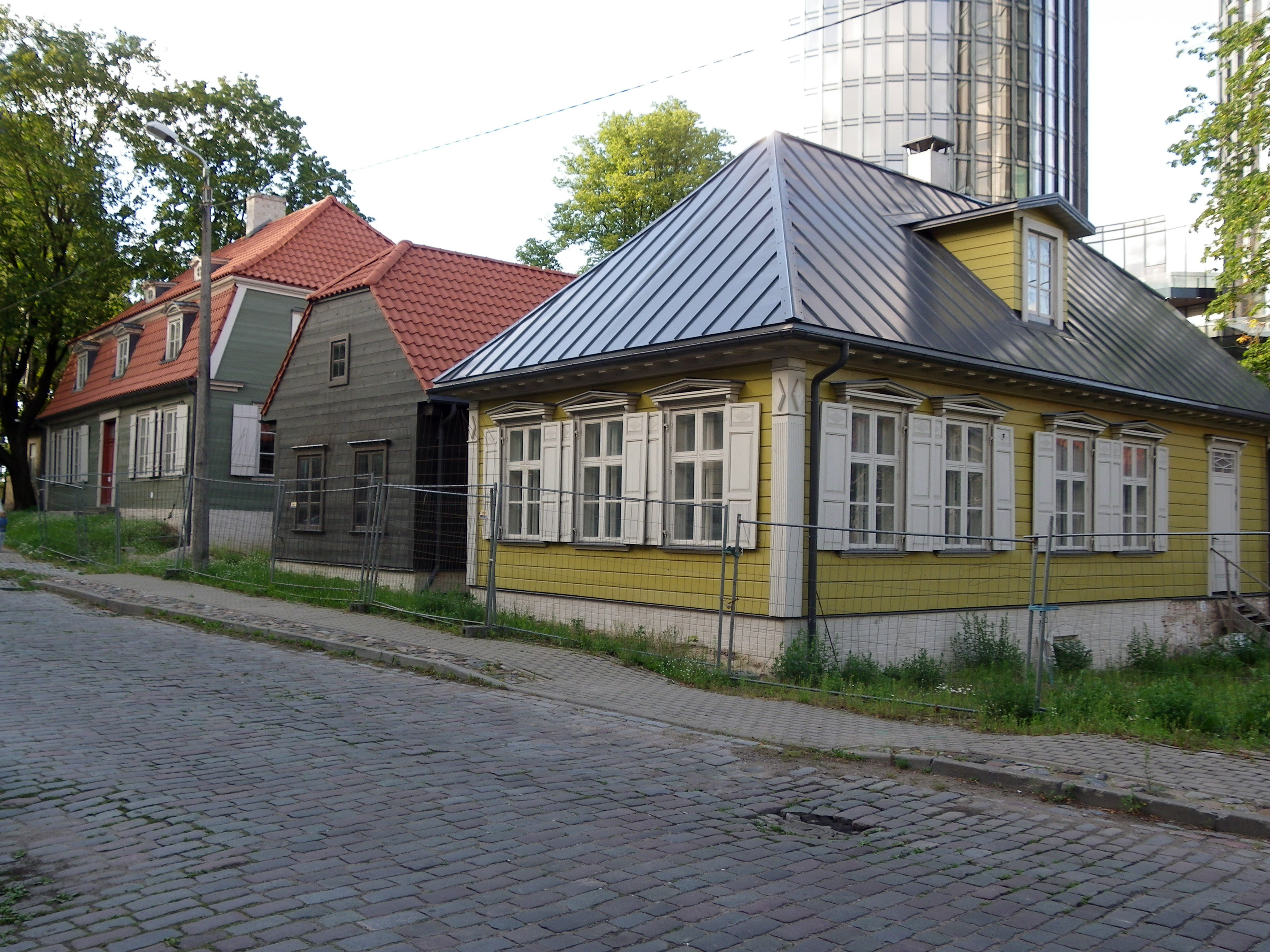
Дома № 11, 11a и 9b
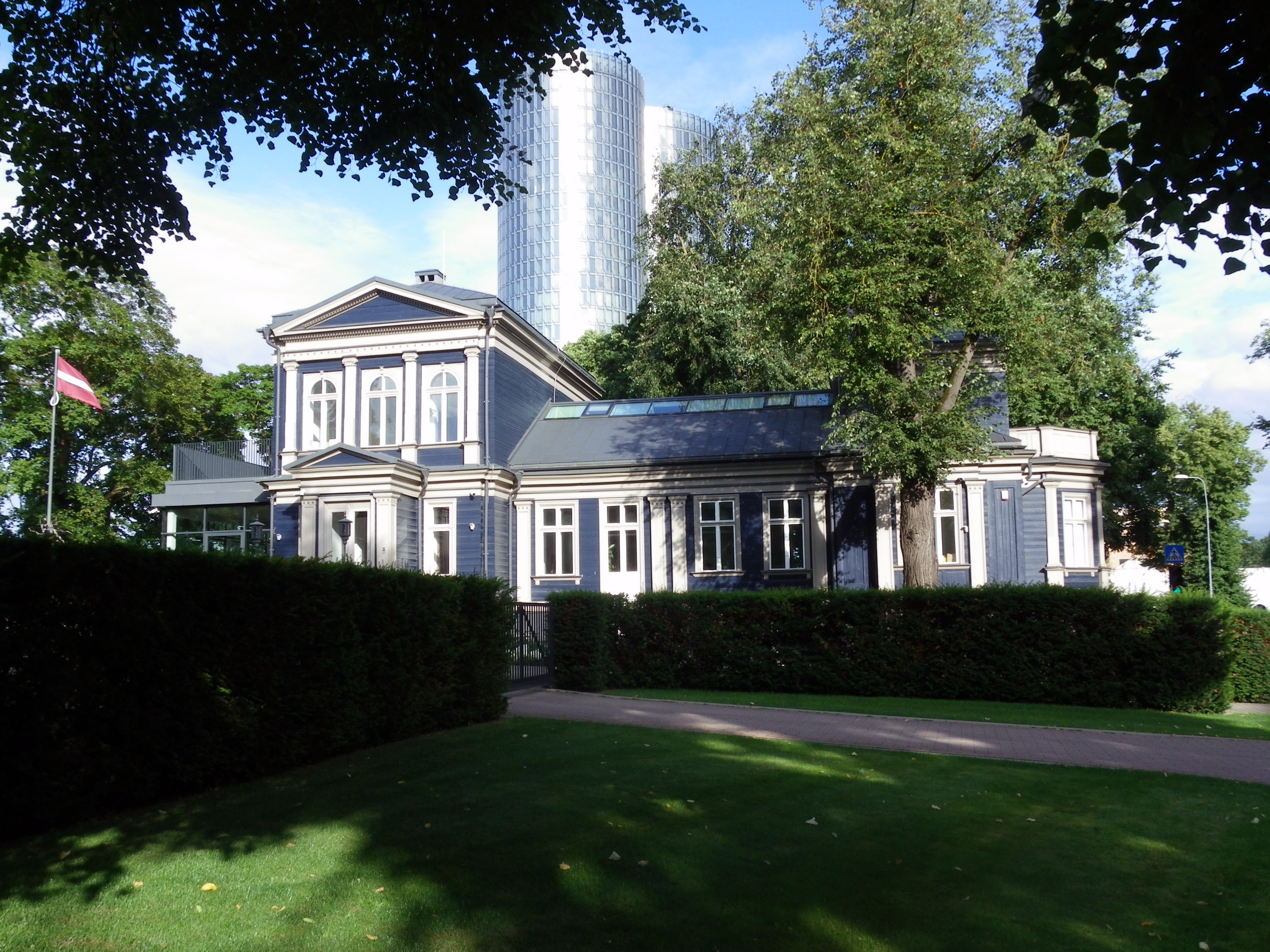
Шварцмуйжа (дом № 21)
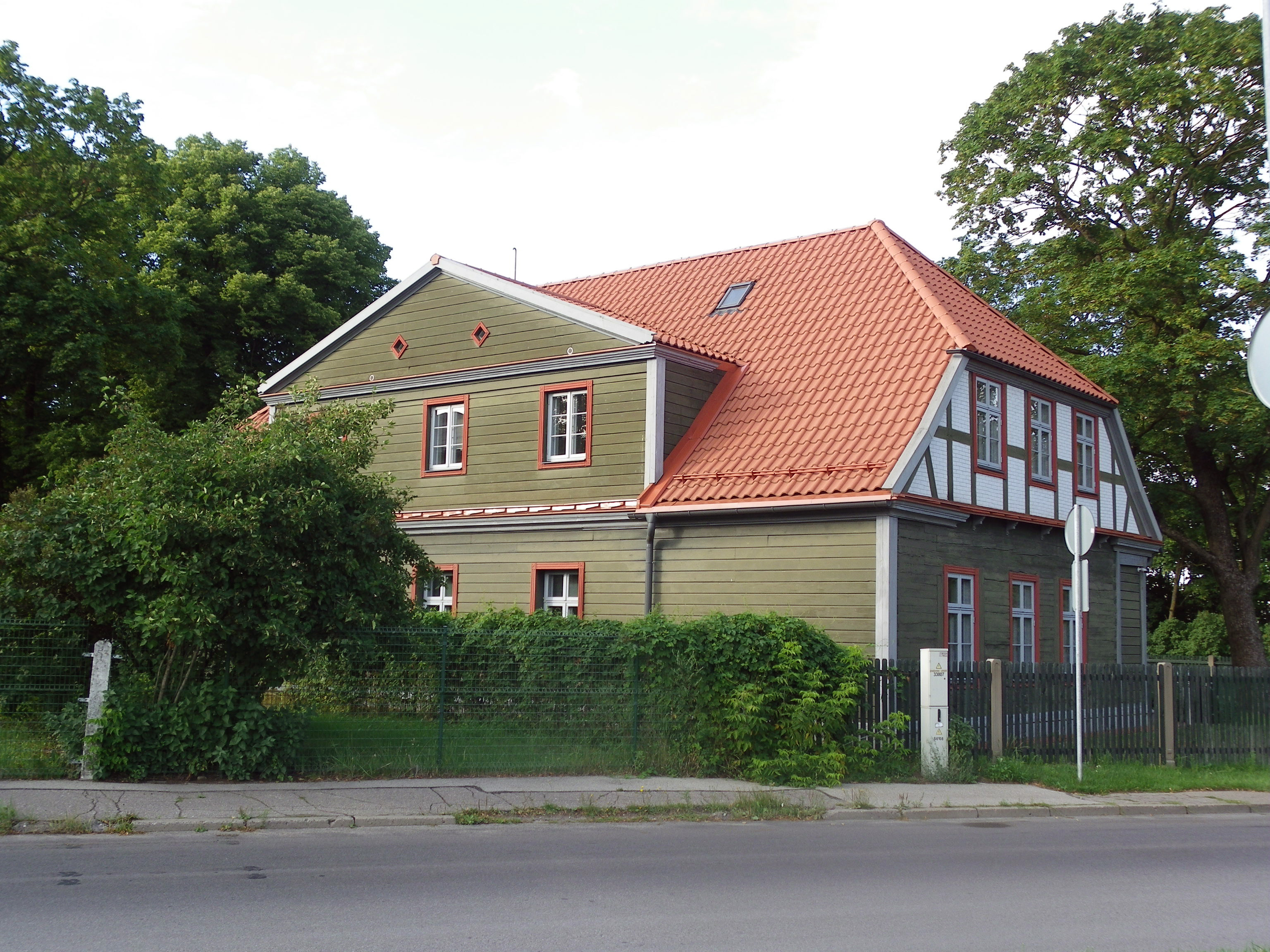
Дом № 28
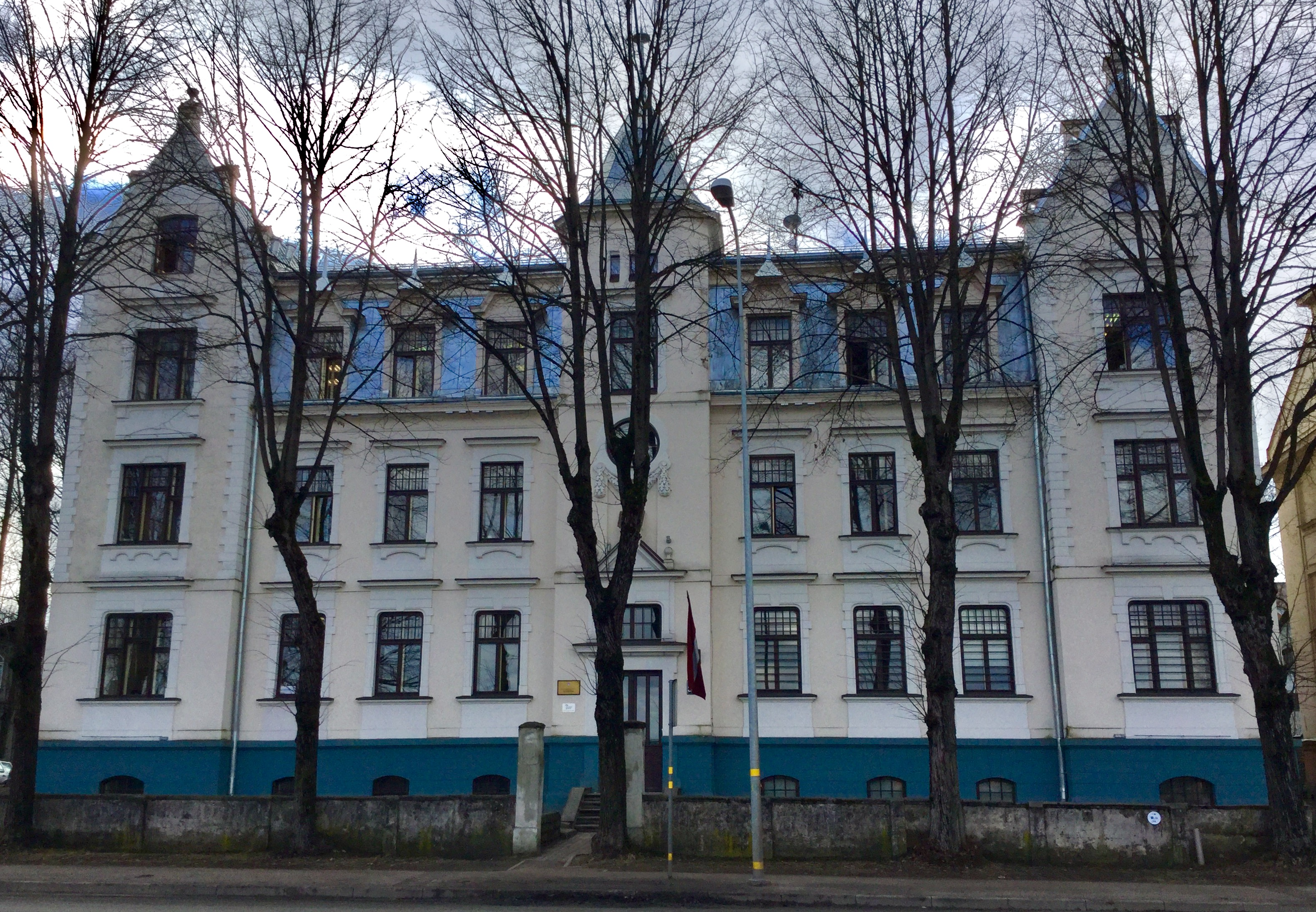
Дом № 34a
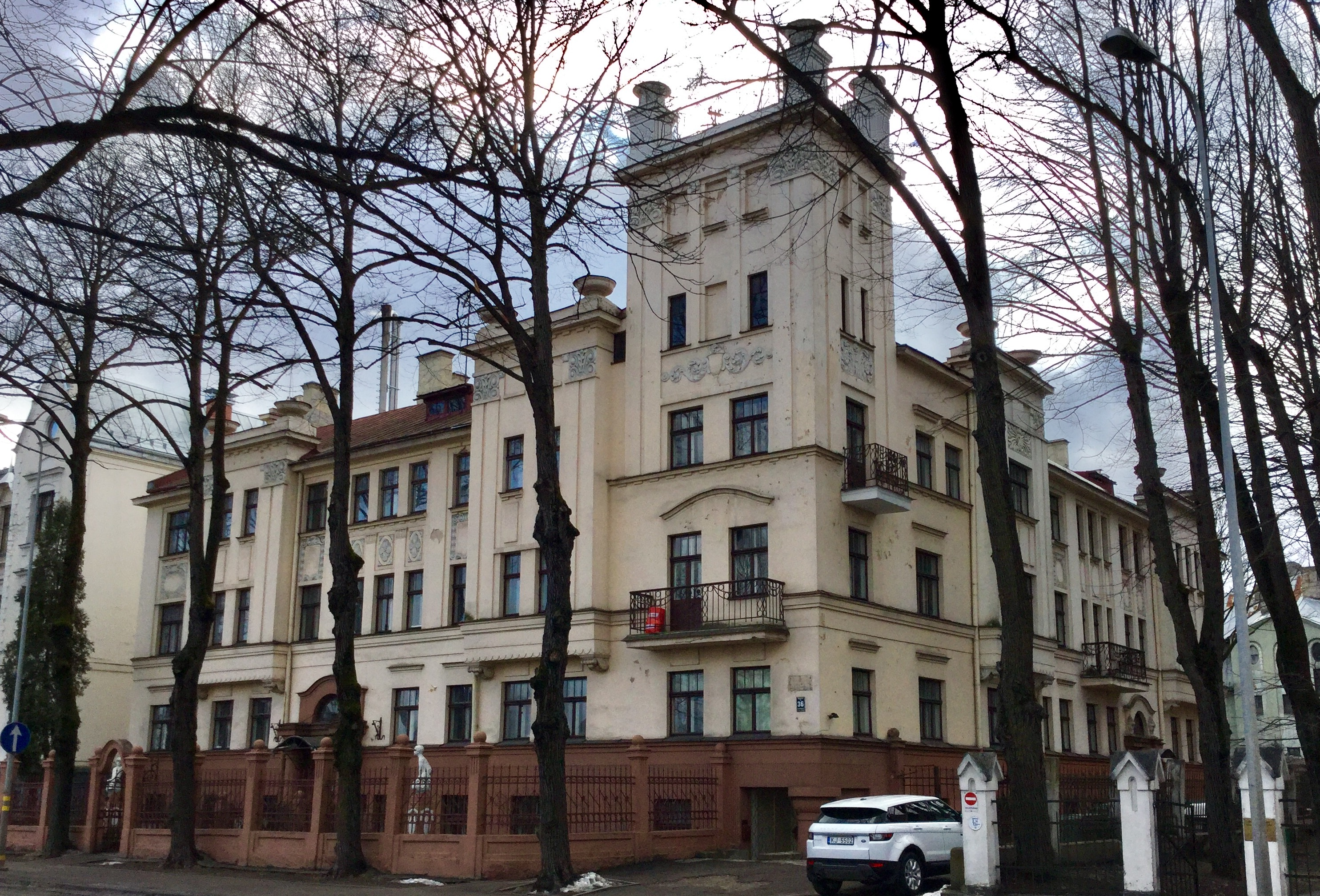
Дом № 36
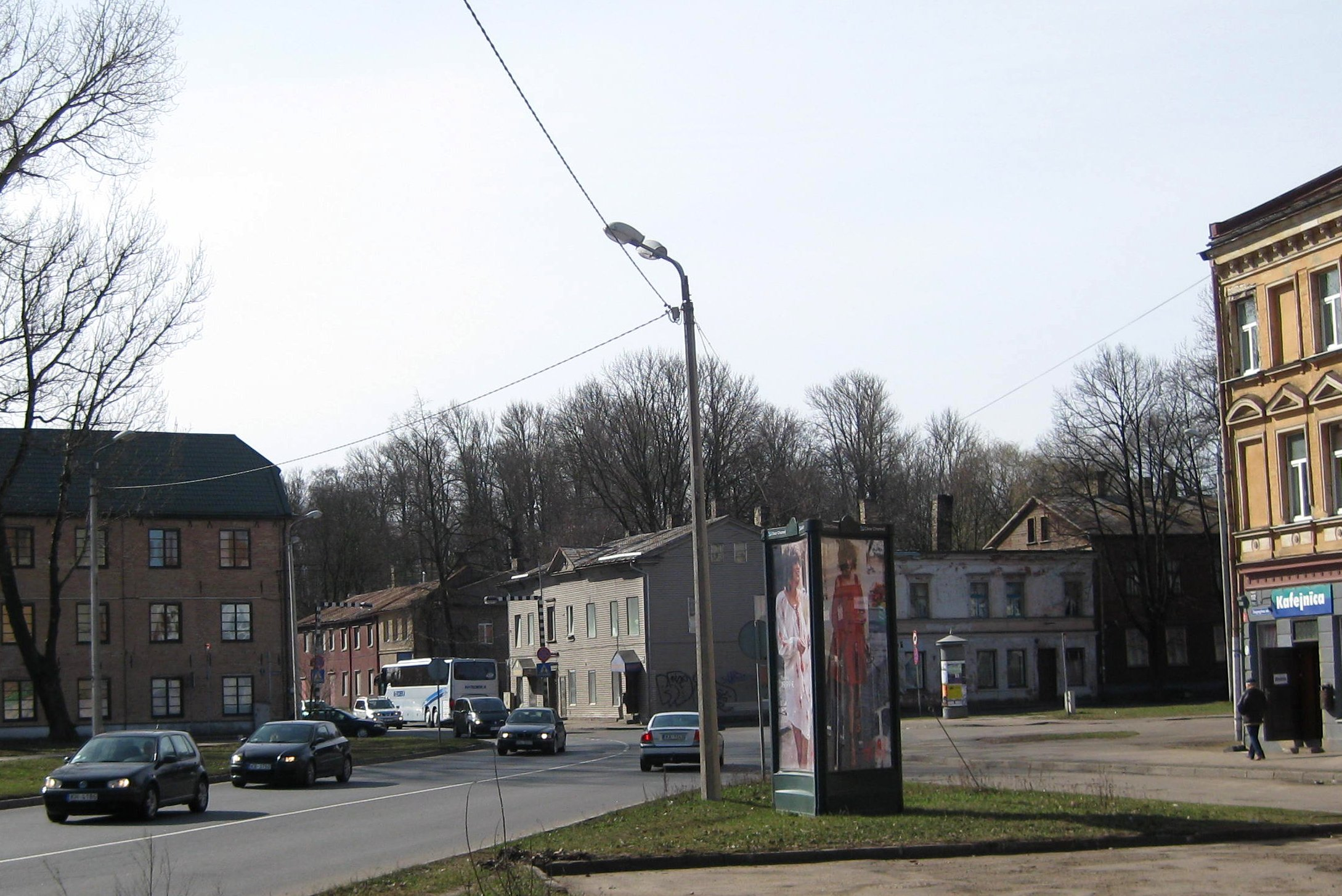
Перекрёсток в Ильгюциемсе
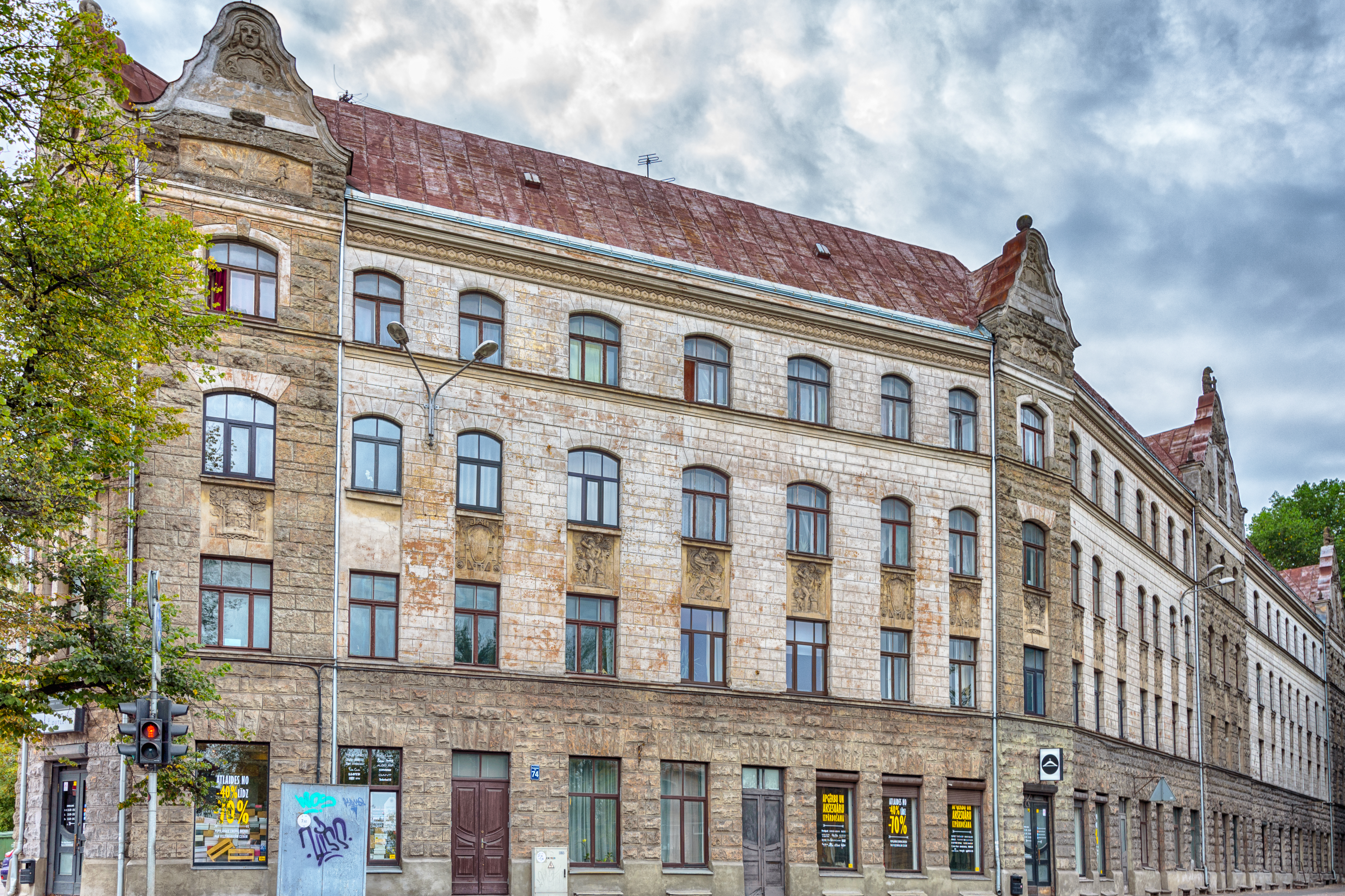
Дом № 74
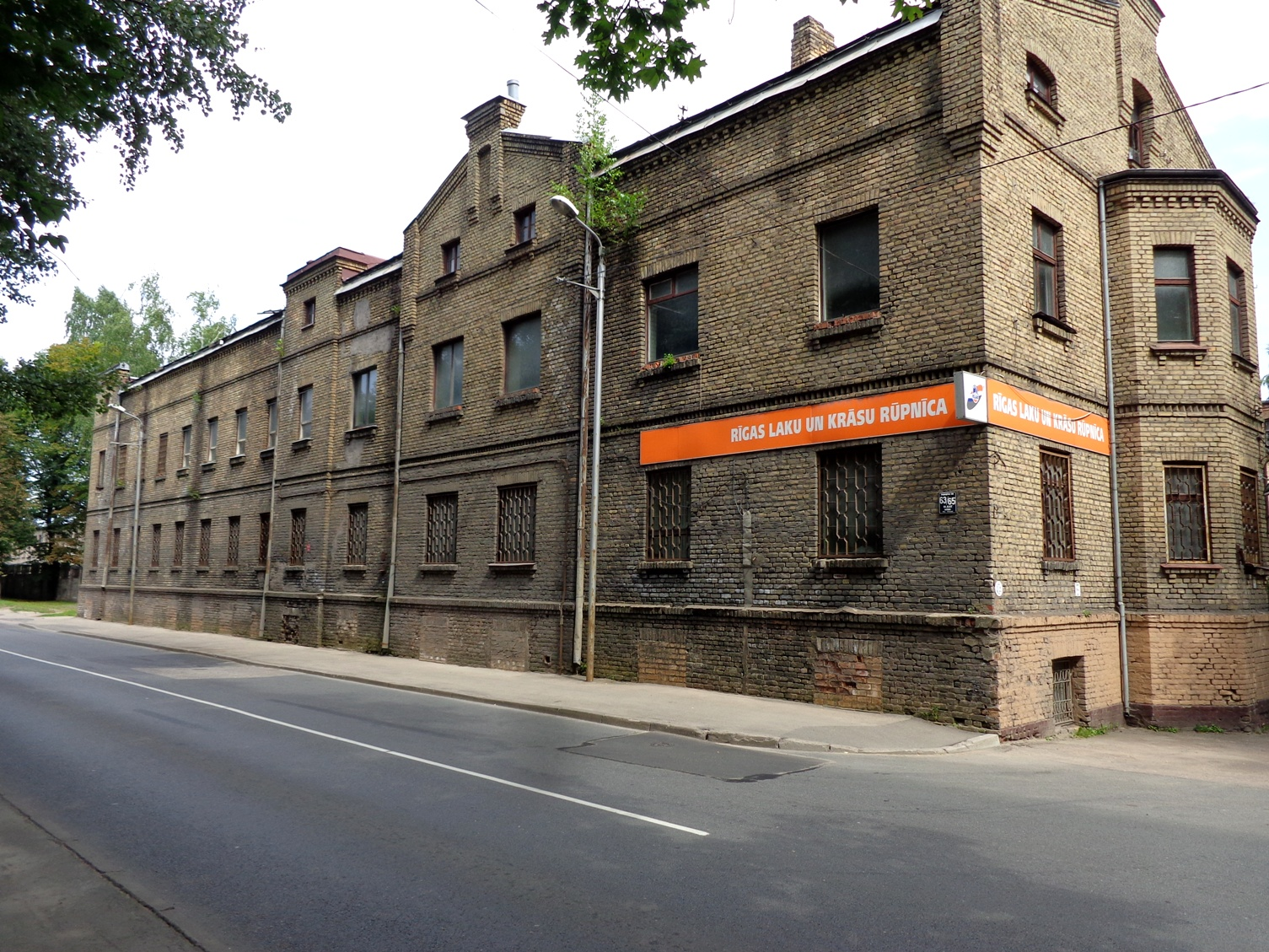
Рижский лакокрасочный завод
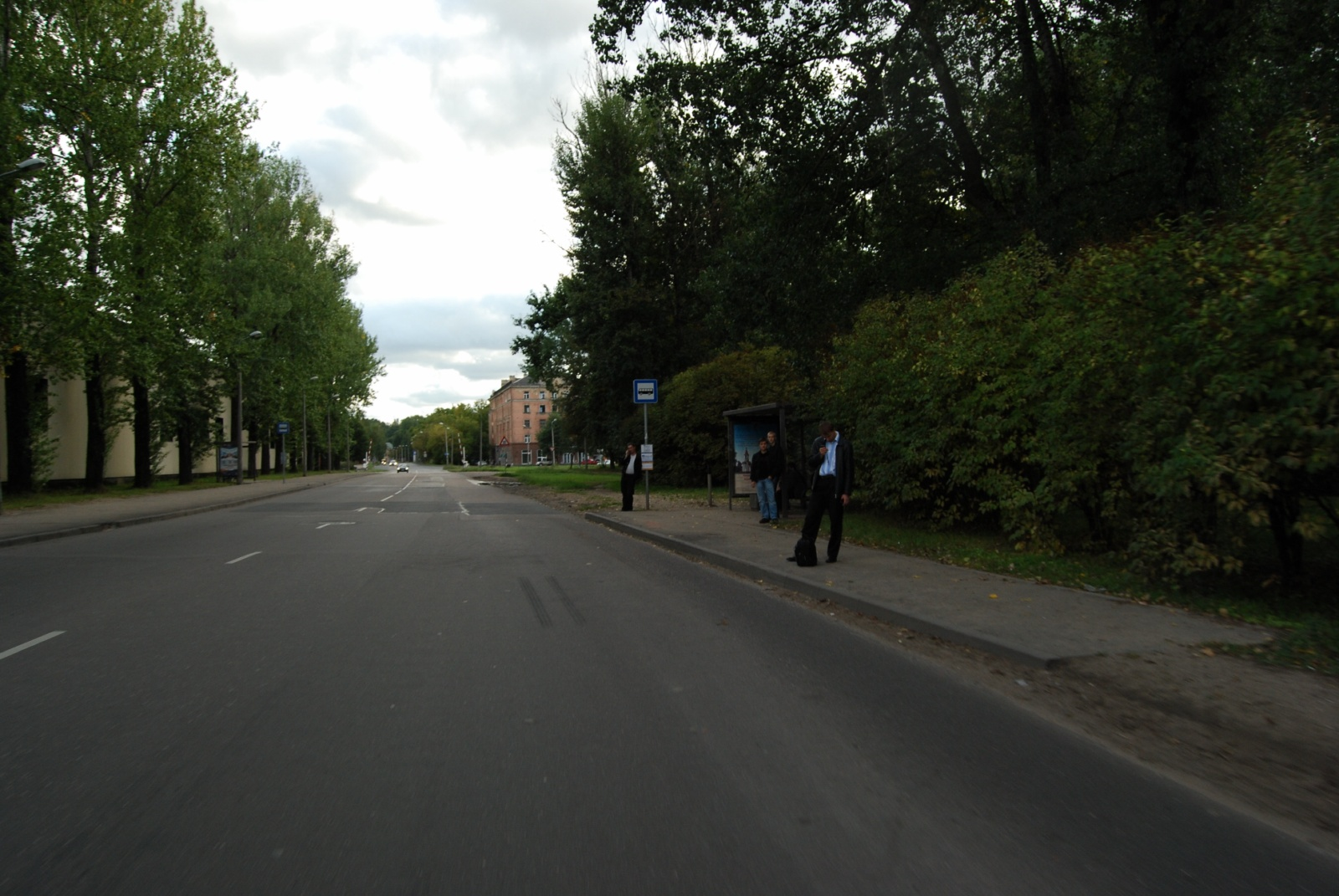
Улица Даугавгривас в Спилве
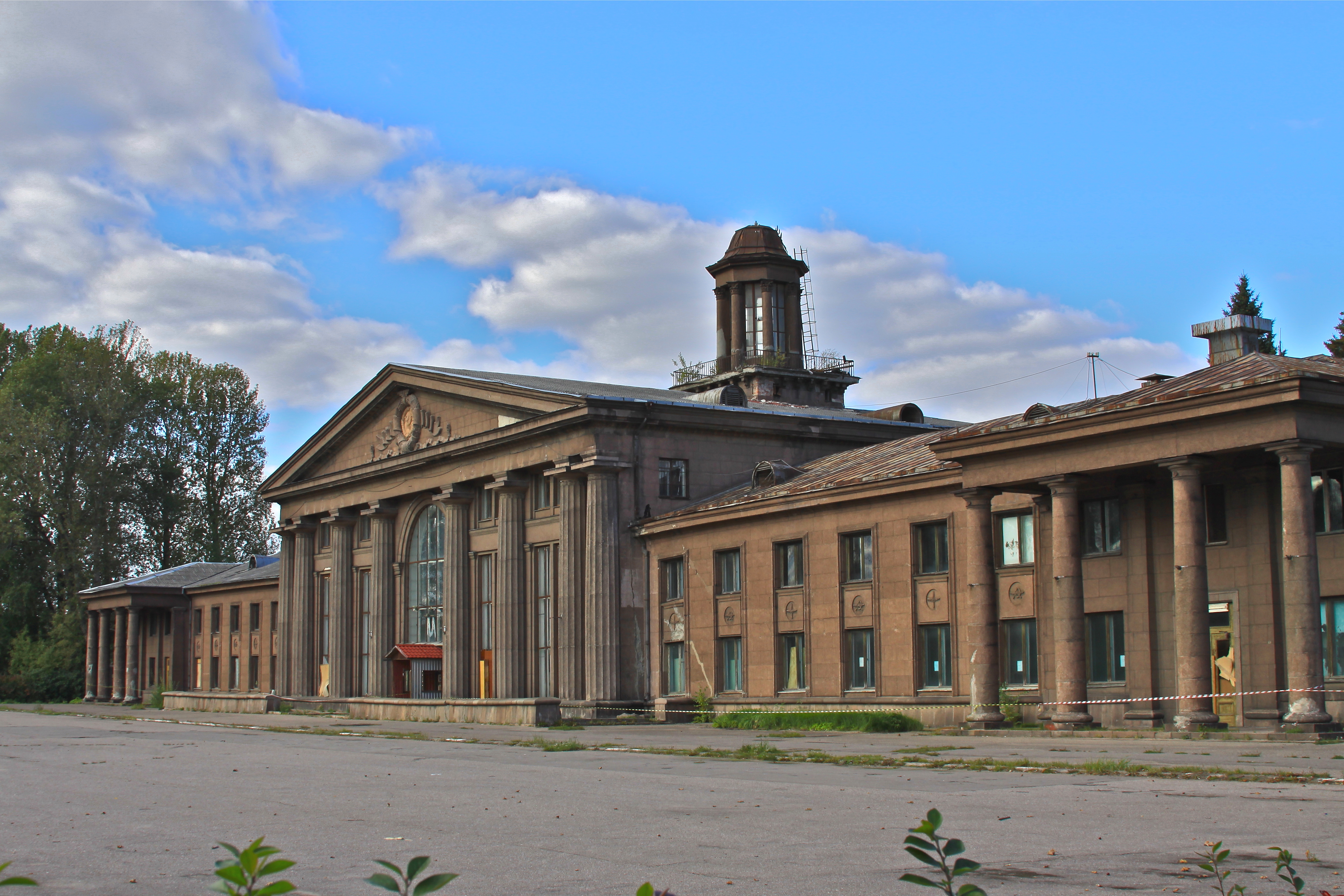
Аэропорт «Спилве»

## Прилегающие улицы
Улица Даугавгривас пересекается со следующими улицами:
- Ранькя дамбис
- бульвар Александра Грина
- улица Межа
- Баласта дамбис
- улица Калнциема
- улица Эргелю
- улица Кришьяня Валдемара (нет прямого проезда)
- улица Безделигу
- улица Мартиня
- улица Креслас
- улица Клиньгеру
- улица Дурбес
- улица Кулдигас
- улица Уденс
- улица Маза Уденс
- улица Пулка
- улица Буллю
- улица Вильняс
- улица Твайконю
- улица Лилияс
- улица Балта
- улица Риексту
- улица Мотору
- улица Лидоню
- улица Подрага
- шоссе Даугавгривас